# Olof Johansson-Stenman
Olof Johansson-Stenman, född 20 december 1966, är en svensk professor i nationalekonomi.
Johansson-Stenman disputerade 1996 på en avhandling om externa kostnader för vägtransporter
Johansson har intresserat sig för miljöekonomi om hur man ska hantera miljöproblem i samhället, där man måste förstå och värdera hur miljöproblemen påverkar samhället, samt föreslå lösningar som är ekonomiskt och politiskt möjliga. Han forskar om mänskligt beteende, miljö- och samhällsekonomi samt vad som kan få oss att avvika från egennytta och "rädda världen". Han har också intresserat sig för risk och osäkerhet, hälsoekonomi, transportekonomi, välfärdsekonomi och forskning om välmående och lycka hos människor.
Hans vetenskapliga publicering har 2024 enligt Google Scholar över 9 000 citeringar och ett h-index på 44.